# Poolklimaat

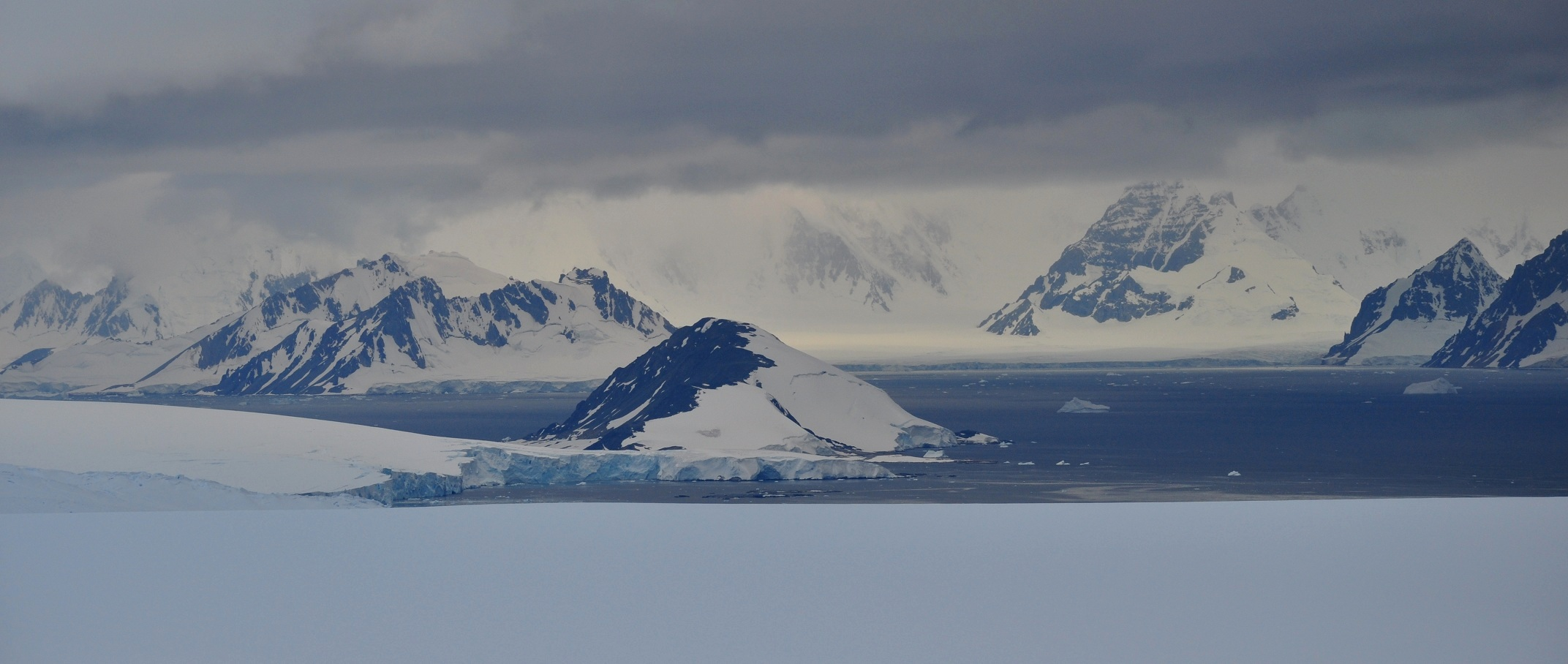
Antarctica (EF)

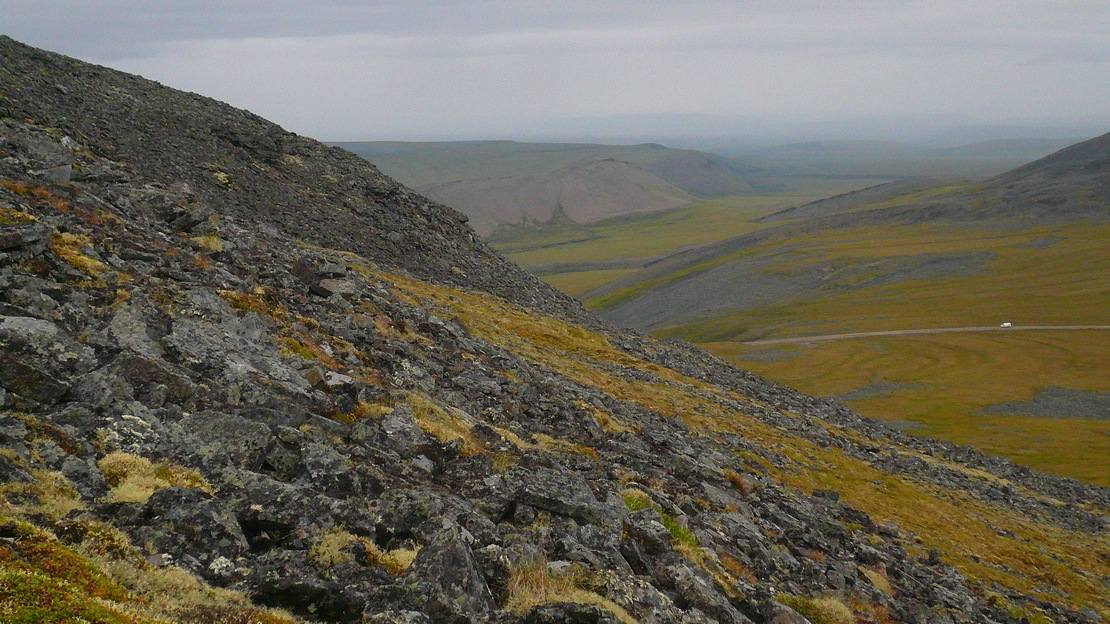
Toendra in Noord-Canada (ET)

Het poolklimaat of arctische klimaat is het E-klimaat in de klimaatclassificatie van Köppen.

## Kenmerken
's Winters komt de zon helemaal niet op rond de polen. Dit heet de poolnacht. Het is er dag en nacht donker en op sommige plaatsen kan het wel 60 graden vriezen. In de zomer blijft de zon daarentegen dag en nacht schijnen. Dit heet de pooldag. In het binnenland van Groenland en op Antarctica heerst een poolklimaat. Op de eilanden van Canada en noord Rusland heerst een toendraklimaat. Het poolklimaat komt buiten de poolgebieden ook voor boven de boomgrens in de hooggebergten. 
De gemiddelde temperatuur in de warmste maand ligt tussen de 0 en de 10 graden Celsius. Er ligt eeuwige sneeuw.

## Vegetatie
In gebieden met een poolklimaat groeien voornamelijk mossen. Doordat het er 's winters zo extreem koud is en de zomer maar kort duurt, ontdooit in de zomer alleen de bovenste laag van de aarde; de rest blijft bevroren. Hierdoor kunnen er vrijwel geen planten groeien. 

## Verdere onderverdeling volgens Köppen
- ET: toendraklimaat
- EF: pool- of ijsklimaat
- EH: Hooggebergteklimaat